# Okieriete Onaodowan
Okieriete "Oak" Onaodowan (Newark, Nueva Jersey, 16 de agosto de 1987) es un actor y cantante estadounidense, conocido por haber interpretado a Hercules Mulligan y James Madison en el musical Hamilton y a Dean Miller en la serie dramática de ABC Station 19, derivada de Grey's Anatomy.

## Primeros años
Onaodowan nació en Newark, estado de Nueva Jersey, en el seno de una familia de inmigrantes nigerianos. Pasó su infancia en West Orange, Nueva Jersey, y se graduó de la Escuela Secundaria West Orange en 2005. Onaodowan jugó fútbol americano por un tiempo en su escuela secundaria, pero abandonó el deporte tras sufrir una lesión durante un entrenamiento. Como resultado de la lesión, comenzó a interesarse en la actuación como actividad extracurricular alternativa.

## Carrera
Onaodowan actuó en las obras de Broadway Rocky the Musical y Cyrano de Bergerac y fue parte del elenco que realizó la primera gira nacional del musical American Idiot. En 2009, protagonizó la obra The Shipment, dirigida por Young Jean Lee y Luce, de J.C. Lee.
Para 2015, Onaodowan ya tenía bastante experiencia como actor de teatro. También había participado en varias películas y series de televisión, como Thanks for Sharing, Gravity y Blue Bloods. Formó parte del elenco original del musical Hamilton, donde personificó a Hercules Mulligan en el primer acto y a James Madison en el segundo. En 2016, ganó un Premio Grammy al mejor álbum de teatro musical con el resto del elenco de Hamilton.
Entre el 11 de julio y el 13 de agosto de 2017, interpretó a Pierre Bezukhov en el musical Natasha, Pierre, and the Great Comet of 1812, en reemplazo de Josh Groban.
En 2018, comenzó a interpretar el papel del bombero Dean Miller en la serie Station 19, derivada de Grey's Anatomy.

## Créditos

### Teatro
| Año  | Obra                                         | Papel                                                   | Notas                                                                      |
| ---- | -------------------------------------------- | ------------------------------------------------------- | -------------------------------------------------------------------------- |
| 2004 | The Last Days of Judas Iscariot              | Poncio Pilatos                                          | Off-off-Broadway                                                           |
| 2009 | The Shipment                                 |                                                         | Off-off-Broadway                                                           |
| 2009 | Ruined                                       |                                                         | Huntington Theatre Company, La Jolla Playhouse, Berkeley Repertory Theatre |
| 2009 | Ragtime                                      | Ejemplo                                                 | New Jersey Performing Arts Center                                          |
| 2010 | Langston in Harlem                           |                                                         | Off-Broadway                                                               |
| 2010 | Neighbors                                    |                                                         | Off-Broadway                                                               |
| 2011 | American Idiot                               | Novio/Hijo preferido (suplente)                         | Gira nacional                                                              |
| 2012 | Cyrano de Bergerac                           | Varios, como suplente                                   | Broadway                                                                   |
| 2013 | Luce                                         | Luce                                                    | Off-Broadway                                                               |
| 2013 | The Shipment                                 |                                                         | Off-Broadway                                                               |
| 2013 | The Brothers Size                            |                                                         | Teatro Old Globe                                                           |
| 2014 | The Royale                                   |                                                         | Teatro Old Globe                                                           |
| 2014 | Rocky                                        | Dipper Riley/Apollo's Cornerman/Apollo Creed (suplente) | Broadway                                                                   |
| 2015 | Hamilton                                     | Hercules Mulligan/James Madison                         | Off-Broadway                                                               |
| 2016 | Hamilton                                     | Hercules Mulligan/James Madison                         | Teatro Richard Rodgers                                                     |
| 2017 | Natasha, Pierre, and the Great Comet of 1812 | Pierre                                                  | Broadway                                                                   |

### Cine
| Año  | Película              | Papel                           | Notas                         |
| ---- | --------------------- | ------------------------------- | ----------------------------- |
| 2010 | Ribbons               | Estudiante                      | Cortometraje                  |
| 2011 | The One You Marry     | Scott                           | Cortometraje                  |
| 2012 | Thanks for Sharing    | Lou                             |                               |
| 2017 | The Super             | Cal                             |                               |
| 2017 | Person to Person      | Lester                          |                               |
| 2020 | Hamilton              | Hercules Mulligan/James Madison | Grabación del musical en vivo |
| 2021 | A Quiet Place Part II | Oficial Ronnie                  | Película                      |
| 2023 | American Fiction      | Van Go Jenkins                  | Película                      |

### Televisión
| Año             | Programa                          | Papel                                | Notas                                                                           |
| --------------- | --------------------------------- | ------------------------------------ | ------------------------------------------------------------------------------- |
| 2010            | Gravity                           | Sam                                  | 1 episodio                                                                      |
| 2012            | NYC 22                            | Anton Barke                          | 1 episodio                                                                      |
| 2014            | Blue Bloods                       | Damon Williams                       | 1 episodio                                                                      |
| 2016            | Ballers                           | Anthony                              | 2 episodios                                                                     |
| 2016            | Law & Order: Special Victims Unit | Cash Louis                           | 1 episodio                                                                      |
| 2017            | Girls                             | Raneed                               | 1 episodio                                                                      |
| 2017            | The Get Down                      | Afrika Bambaataa                     | 3 episodios                                                                     |
| 2017            | She's Gotta Have It               | Slick Willie                         | 1 episodio                                                                      |
| 2018-2021, 2024 | Station 19                        | Dean Miller                          | Elenco principal (Temporada 1-5); Invitado especial (Temporada 7); 64 episodios |
| 2018-2021       | Grey's Anatomy                    | Dean Miller                          | 5 episodios                                                                     |
| 2019            | BoJack Horseman                   | Mike (voz)                           | 1 episodio                                                                      |
| 2020            | Robot Chicken                     | Abraham Lincoln, Veloci-Rapper (voz) | episodio "Petless M in: Cars Are Couches On The Road"                           |

## Premios, nominaciones y reconocimientos
| Año  | Premio               | Categoría                       | Obra     | Resultado |
| ---- | -------------------- | ------------------------------- | -------- | --------- |
| 2016 | Premios Grammy       | Mejor álbum de teatro musical   | Hamilton | Ganador   |
| 2016 | Premios Broadway.com | Actuación favorita (revelación) | Hamilton | Nominado  |

En 2016, Onaodowan fue incluido en la lista 30 Under 30 de Forbes, en la categoría de Hollywood y entretenimiento, por su actuación en Hamilton.